# Matanui bathytaton
Matanui bathytaton är en fiskart som först beskrevs av Hardy, 1989.  Matanui bathytaton ingår i släktet Matanui och familjen Tripterygiidae. Inga underarter finns listade i Catalogue of Life.